# Judiska kriget

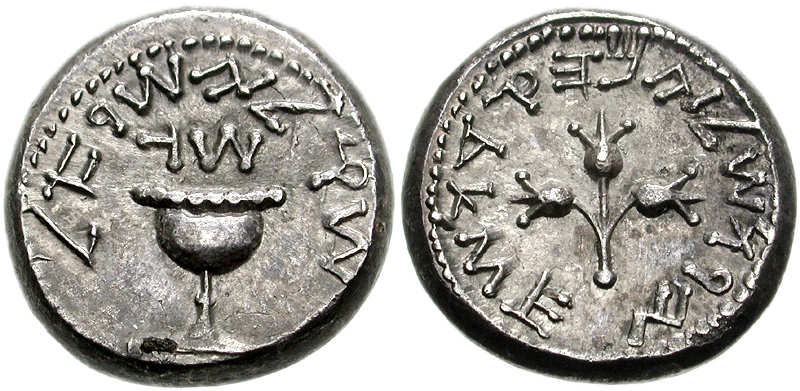
Sikel präglad av rebellerna under kriget

Judiska kriget var en konflikt mellan invånarna i Judéen och romarna som pågick mellan åren 66 och 70 e.Kr. Orsaken var ett starkt politiskt och religiöst tryck på det judiska folket. Det gick fyra år innan romarna fick situationen under kontroll. När de intog Jerusalem förstördes templet så grundligt att bara grundmurarna, den så kallade Klagomuren, blev kvar.

## Bakgrund
År 6 blev Judéen en del av provinsen Syria. En i Bibeln omnämnd folkräkning orsakade ett judiskt uppror mot ockupationsmakten. Herodes den stores son Herodes Arkelaos blev efter sin far lydkung (etnark) av Judéen, Samarien och Iduméen. Om han nu var för mjuk emot den här folkrörelsen mot folkräkningen vet man inte, men han avpolletterades år 6 av kejsar Augustus. Hädanefter blev det allt som oftast en romersk prefekt (Praefectus civitatis), i Nya Testamentet kallad för ståthållare, som styrde Judéen.
Mellan åren 6 och 7 organiserade Judas från Galileen, son av Esekias, ett uppror mot romarna. Judas var en av flera folkpredikanter som utgav sig vara "Messias", "Kristus" på grekiska. Det fanns flera rörelser med så kallade sluttidförväntningar, som ändå skilde sig från varandra. Många trodde att på "Herrens dag" skulle en mänsklig eller gudomlig person, meschiya, komma och föra dem till Guds rike. Den här stämningen bland religiösa judar blåstes under av så kallade religiösa ivrare, seloter. De ville driva ut romarna och installera ett teokratiskt judiskt kungadöme. De var i början i minoritet. Majoriteten av befolkningen ville helst bibehålla status quo. Till dem hörde maktapparaten, framförallt Jerusalems tempels präster, sadukéer, de judiska ämbetsmän som i princip styrde Judéens kulturella och statliga organisationer, och naturligtvis det viktigaste, Judéens härskare och deras lakejer, som hade hand om beskattningen av befolkningen och av näringslivet och som kallades för herodianer. Sedan fanns det hellenistiska judar, näringslivets pelare som hade den finansiella makten i landet.
Augustus Oktavianus dog år 14. Hans styvson Tiberius ”Caesar Augustus” övertog jobbet omedelbart. Han fortsatte Augustus moderata politik. Och framförallt hans finansiella politik. Han försökte förbjuda den judiska religionen i Rom och Italien men lyckades inte driva bort judarna ur landet. Under hans regeringstid grundades en av de första kända hemliga statspolisorganisationer. Hans bästa vän, Sejanus övertog från år 26 största delen av regeringsarbetet. En av Tiberius sista utnämningar var Pontius Pilatus som prefekt av Judéen. Men det kan också ha varit Sejanus som satte sin egen man på denna position.
Tiberius drog sig tillbaka till sitt sommarresidens på Capri, men när Sejanus år 31 försökte sig på en statskupp för att själv bli kejsare, lät Tiberius avrätta honom. Tiberius övertog makten igen, men i princip var det hans statstjänstemän som styrde imperiet, eftersom han inte ville återvända till Rom.
Tiberius dog den 16 mars år 37. Om hans efterföljare ”Gaius Caesar Augustus Germanicus”, kallad för Caligula, lät mörda honom finns inga belägg för. Med tanke på att Tiberius var 55 år gammal när han övertog kejsarkronan, är det föga troligt. Men en ny kejsare behöver nya regeringsmedlemmar. Han bytte ut så gott som alla provinsguvernörer och deras lakejer. I Judéen kom en gammal storkungs son i onåd, Herodes Antipas. Hans eskapader med sin (styv-)brors hustru ledde till omfattande oroligheter i Galiléen, och till ett krig mot hans före detta svärfar Aretas, Nabatéernas kung. En av Antipas undersåtar, en doppredikant med namnet Johannes vars predikningar ledde till att större delen av Antipas soldater gjorde myteri, följdes av att Johannes häktades och avrättades på sensommaren år 35. Herodes Antipas förlorade sedermera kriget och ett större landområde öster om Galileiska sjön till sin före detta svärfar. Ödesdigert, när man skall betala skatt för ett område som man inte kan beskatta längre, till sin nya kejsare Caligula.
Herodes Agrippa I som hade utmärkt sig som förvaltare av Gaulanitis, Trachonitis och Batanéen fick från år 41 styra i hela det gamla område som hans farfar Herodes den store hade i tiderna under sig. Caligula förväntade sig framförallt större skatteintäkter. De reserver som hans snåla föregångare hade skrapat ihop, försvann i snabb takt. Med pengarna försvann också hans vänner. ”Gaius Caesar Augustus” Caligula hade då redan gett order om att omvandla Jerusalems tempel till ett multikulturellt tempel. Den romerska kejsarkulten skulle införas för att få del av Jerusalems tempelskatt som enligt alla dåvarande historiska källor måste ha varit mycket omfattande.
Judiska invånare var stora minoriteter i imperiums storstäder. Tempelskatten, som alla judiska undersåtar måste erlägga, insamlades i hela imperiet och fördes till en stor del till templet i Jerusalem, var ett begärligt byte för de romerska kejsarna. Flera judepogromer ägde rum under Caligulas regim i flera städer i Asien, bland andra i Antiochia, dåvarande huvudstaden i provinsen Syria samt i imperiets näst största stad Alexandria. Här ledde dessa pogromer till att judarna tvångsförflyttades till det första judiska ghettot. Allt tyder på att detta skedde på order av Caligula eller blev anordnat av de romerska myndigheterna i Alexandria.
Det första försöket att ta hand om Jerusalems tempelskatt stupade på ett antal knivar i Caligulas rygg; den 24 januari år 41 mördades han av sin egen livvakt, pretorianerna, i Rom. Under hans efterföljare, Claudius ”Tiberius Caesar Augustus Germanicus” lugnade sig situationen åter. Men hela tiden gjordes det försök att utöka Roms intäkter genom skatter och tullar. Det ledde emellertid till att de judiska grupperna i Israel blev mer eller mindre missnöjda, och medan hellenisterna och de övriga mera förmögna judar inte ville riskera en öppen konflikt med Rom styrde seloterna kurs mot konfrontation.
År 26 hölls stora demonstrationer när den nyinstallerade ståthållaren Pontius Pilatus lät installera stora kejsarbilder i Jerusalem. Omkring fem år senare greps och avrättades Jesus från Nasaret i Jerusalem, som ansågs vara Messias av sina anhängare och som vissa kallade "judarnas kung". Runt år 44 uppkom det sedan en upprorsmakare vid namnet Theudas, som påstod sig kunna utföra stora underverk och vann ett stort antal anhängare. Prefekten Cuspius Fadus lät döda och fördriva Theudas anhängare, och han själv blev avrättad.
År 52 genomförde judarna ett nytt uppror mot romarna i Jerusalem som slogs ner. Det talas om 20 000 döda judar i detta blodiga uppror. När romarna häktade seloternas ledare Eleasar, började sikarierna (knivmännen) allt oftare genomföra attentat mot romarna, hellenistiska judar och anpassade judar som blev kallade för förrädare.
De romerska ståthållarna brydde sig inte om något annat än inkomsterna från skatter och tullar. Situationen i Israel blev allt mera explosiv mellan de judiska grupperna sinsemellan och mot den romerska ockupationen i allmänhet. Claudius avled år 54. Det påstås att hans hustru hade matat honom med en förgiftad svampmåltid. Hur det än var, var situationen ännu under kontroll. Men när Nero ”Claudius Caesar Augustus Germanicus” kom till makten blev det ännu värre. Med honom byttes prefekten i Judéen ut. Gessius Florus var följande man som skulle öka Roms intäkter från judarna. Och sedan kom ordern från Nero: högre skatter, och delar av tempelskatten till Rom. Enligt Nero var judarna ansvariga för att en brand hade förstört stora delar av Rom.

## Kriget
År 66 rådde det öppet uppror mot hela ockupationsmakten i Judéen. Stora delar av den judiska befolkningen hade fått nog och tog värvning hos seloterna. En del av de inflytelserika rabbiner, som Jochanan Ben Sakkai, en efterföljare till Hillel, försökte förhindra kriget. Översteprästen Ananias mördades av de radikala sikarierna. Gaius Cestius Gallus, Roms syriska guvernör skickade en här till Israel hösten år 66, som blev nära nog förintad av judarna. Cirka 5 800 romerska soldater stupade i kampanjen. Segern ledde också till att seloterna segrade i den judiska inbördeskonflikten och tog därmed makten. Men även seloter och sikarier var sinsemellan oense ända till slutet. Det fanns tre judiska härar och tre judiska ledare: Johann från Gishala, Simon Bar Giora och Flavius Josefus. Den sistnämnda blev den viktigaste krönikör för kriget.

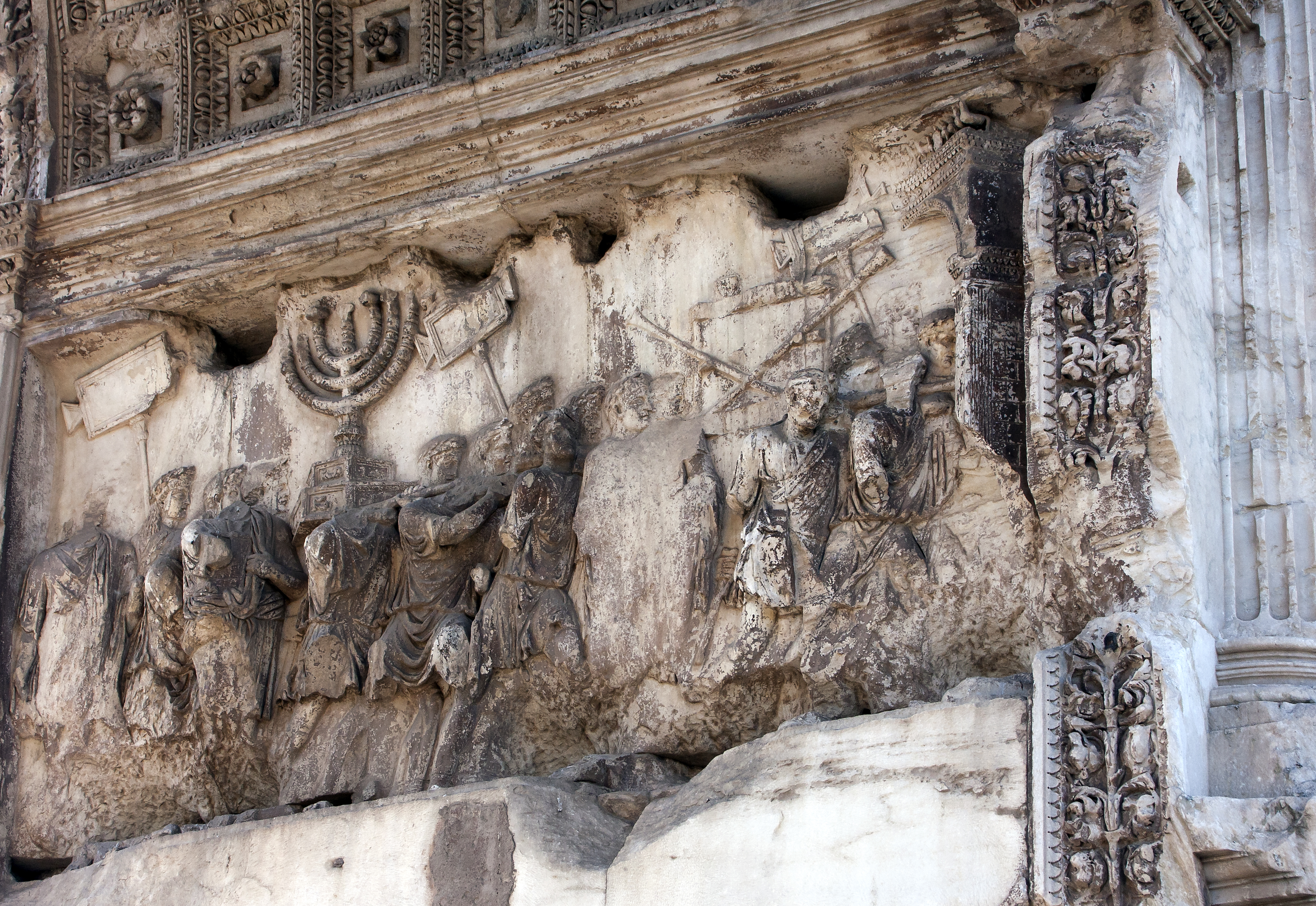
Jerusalem plundras av romerska hären. Detalj från Titus triumfbåge i Rom.

Medan judarna till en början rensade Judéen från romarna, formerade sig Roms legioner bortom gränsen till Syria. År 67 marscherade den av Nero utnämnde Vespasianus med sina legioner och hjälptrupper mot Jerusalem, som sammanlagt uppgick till 60 000 man. Man erövrade Galiléen snabbt, och intog det av Josefus och hans trupper försvarade Iotapata. Medan Josefus trupper begick delvis kollektivt självmord, valde han själv att byta sida. Han blev god vän med Titus, som var son till Vespasianus. Den romerska kejsaren Nero fick år 68 slutligen välja att antingen dricka en bägare vin med mycket gift i eller att få ett antal knivar i ryggen. Nero valde det förstnämnda. Det bröt ut ett mindre inbördeskrig även i Rom, det så kallade fyra kejsar-året, efter Neros död. Vespasianus som belägrade Jerusalem övergav befälet för legionerna åt sin son Titus och begav sig på en rundresa till alla guvernörer i östra imperiet. Med deras stöd utnämndes han till Roms nya kejsare år 69. Belägringen av Jerusalem tog tid och kostade många människor livet.
Titus trupper (mellan 30-40 000 soldater) hade fällt vartenda träd i en omkrets av flera km runt Jerusalem för att bygga ramper och anfallstorn. (I slutet av belägringen var Romarna tvungen att gå 18 km för att hitta fler träd.) De av hunger försvagade invånare fick slutligen ge upp år 70. De blev fängslade med undantag av ett tusental seloter som flydde till fästningen Masada nära Döda havet. Staden förstördes till grunden och av templet återstod endast grundmurarna, dagens klagomur. I ändlösa rader hängde judarna på korsen. Så gott som alla män avrättades. Kvinnor och barn såldes som slavar. Ledarna häktades och fördes till Rom där de uppvisades i triumftåget för seger och därefter avrättades. Innan och samtidigt med Jerusalems fall flydde i alla fall seloterna och tydligen också delar av invånarna. Det ligger nära till hands att det fanns präster ur templet, som förde iväg en del av tempelskatten – och framförallt judarnas heliga skrifter. De nyaste av dessa skrifter skrevs just år 70. Allt fler forskare tror på att rullorna i Qumran kom från Jerusalems tempel och fördes till grottorna ovanför Döda havet under dessa ödesdigra tider. Men största delen av tempelskatten hamnade i romarnas ägo och användes för att finansiera bygget av Colosseum i Rom.

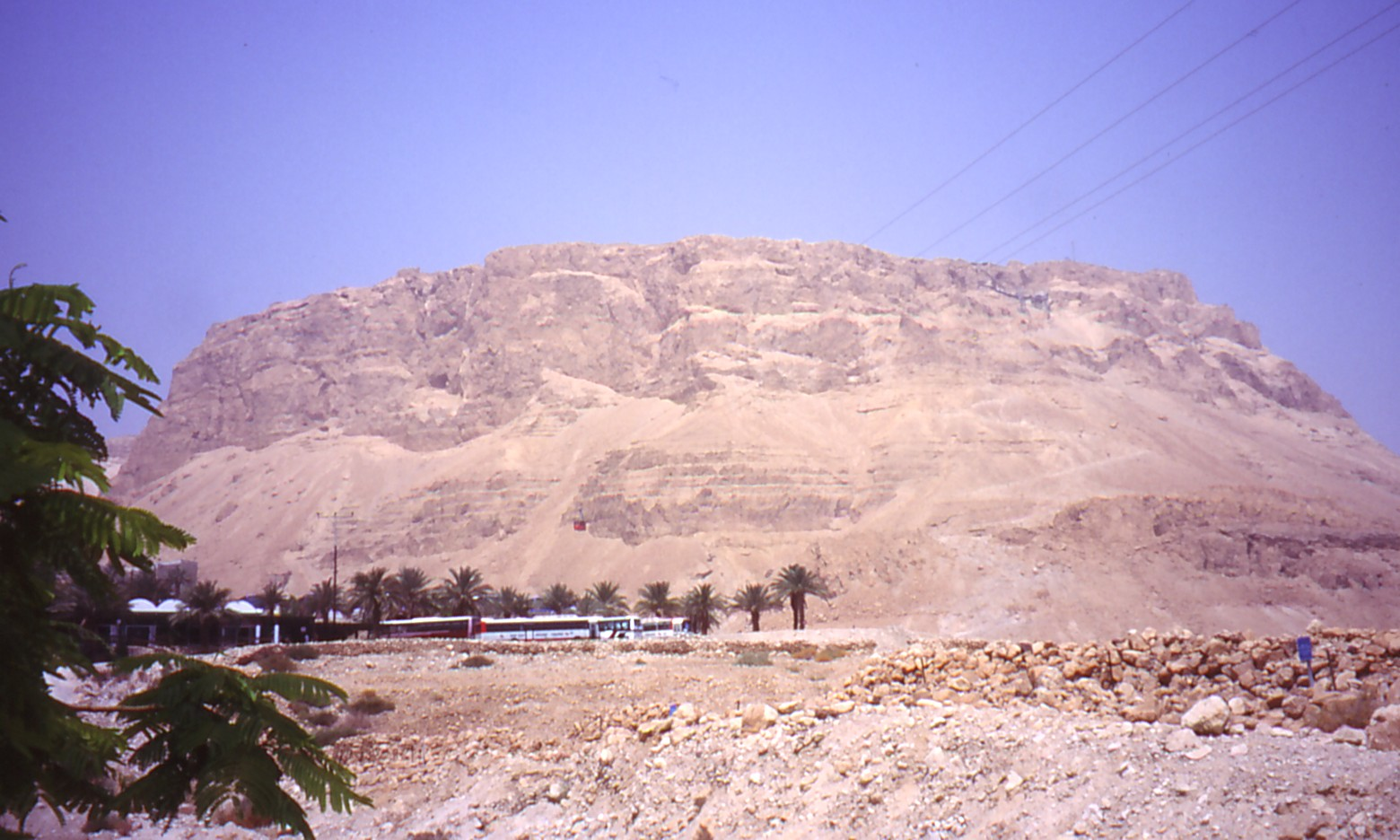
Klippfästningen Masada.

Seloterna försvarade sitt Guds rike i Masadas fästning mot romarna. Det tog nästan fyra år innan romarna till sist kunde övervinna ivrarna. Några timmar innan stormningen av fästet begick de 900 seloterna kollektivt självmord. Bara två kvinnor och fem barn överlevde.
Följande årtionde flyttade många judar bort från Judéen. Den judiska Diaspora fanns främst runt Medelhavet, framförallt i de större städerna, som till exempel i Alexandria, som vid den tiden hade cirka 500 000 invånare. Där fanns det upp till 150 000 judar, och i Rom upp till 50 000 judar.
Men många judar flyttade också till Persien, där de hade betydligt gynnsammare villkor än i det Romerska imperiet. Exakt hur många judar det fanns den tiden vet man ej, men judiska forskare tror att det var flera än en miljon. I en romersk folkräkning kring år 40 nämns ett tal på sex miljoner romerska medborgare. De fåtal judekristna som ännu fanns kvar i Jerusalem flyttade bland annat till Efesos.
Arkeologiska utgrävningar visar att klagomuren i Jerusalem faktiskt är delar av fundament som hörde till det herodianiska palatset och till det andra judiska templet. Vid utgrävningar i Galiléen hittade arkeologer ett system av katakomber som daterades till tiden innan upproret började, vilket tyder på att upproret inte var spontant utan noga planerat.
Citat ur talmud: "Medan belägringen av Jerusalem pågick tog seloterna makten. Våra visa män talade till dem: låt oss gå ut till romarna och göra upp om freden med dem… Ivrarna tillät inte detta utan sade: Vi vill hellre gå ut och kriga mot dem. – Det kommer inte att lyckas - Sedan brände seloterna upp stadens spannmålsförråd, för att få folket med till slutkampen, allt vete och korn, så att det blev en hungersnöd".